# Avonlea
Avonlea es un pueblo canadiense situado en la provincia de Saskatchewan.

## Superficie
Avonlea tiene una superficie de 1,3 km².

## Demografía
En 2021, tenía 411 habitantes, una densidad poblacional de 315,3 hab./km², y 193 viviendas.